# Chakaska Autonomiczna Socjalistyczna Republika Radziecka
Chakaska Autonomiczna Socjalistyczna Republika Radziecka, Chakaska ASRR – republika autonomiczna w Związku Radzieckim, wchodząca w skład Rosyjskiej Federacyjnej Socjalistycznej Republiki Radzieckiej.
Chakaska ASRR została utworzona tuż przed rozpadem ZSRR, w sierpniu 1990 r., kiedy to podniesiono rangę i poszerzono zakres autonomii Chakasów, likwidując istniejący od 1930 r. Chakaski Obwód Autonomiczny i zastępując go Chakaską ASRR.
3 lipca 1991 r. republika została przemianowana na Chakaską Socjalistyczną Republikę Radziecką, pozostającą w składzie Rosyjskiej FSRR (zmiana nazwy wprowadza zamieszanie w nazewnictwie radzieckich republik – podmioty mające status SRR nie wchodziły w skład innych republik oraz miały prawo secesji ze związku).
Republika istniała przez krótki czas i została rozwiązana na fali zmian i reform związanych z likwidacją Związku Radzieckiego i uzyskiwaniem suwerenności przez Rosję. Gdy po kilkumiesięcznym istnieniu Chakaska SRR została zlikwidowana, w 1992 r. powołano zamiast niej autonomiczną Republikę Chakasji, mającą status autonomicznej republiki rosyjskiej.
 Informacje na temat położenia, gospodarki, historii, ludności itd. Chakaskiej Autonomicznej Socjalistycznej Republiki Radzieckiej znajdują się w: artykule poświęconym republice Chakasji, jak obecnie nazywa się podmiot Federacji Rosyjskiej, bidacy prawną kontynuacją Chakaskiej ASRR.